# 马费滕
马费滕（Mafeteng）是非洲南部萊索托馬費滕區的首府城市。它位於首都馬塞盧以南（西南）76公里，有人口61,000人。

## 外部連結
- 维基导游上有關Mafeteng的旅行指南